# HD213403
HD213403 — хімічно пекулярна зоря спектрального класу A2, що має видиму зоряну величину в смузі V приблизно  5,8.
Вона  розташована на відстані близько 204,1 світлових років від Сонця.

## Фізичні характеристики
Зоря HD213403 обертається 
досить швидко 
навколо своєї осі. Проєкція її екваторіальної швидкості на промінь зору становить  Vsin(i)= 81км/сек.